# Universidad de Texas en Dallas
La Universidad de Texas en Dallas (en inglés: University of Texas at Dallas) es una universidad pública de investigación ubicada en Richardson, Texas. Es una de las universidades públicas más grandes del área de Dallas. Inicialmente se fundó en 1961 como una rama de investigación privada de Texas Instruments.